# Джексон, Квентон
Квентон Джексон (англ. Quenton Jackson; род. 15 сентября 1998, Лос-Анджелес, Калифорния) — американский баскетболист клуба НБА «Индиана Пэйсерс».

## Карьера в школе
Джексон учился в средней школе Мира Коста на Манхаттан-Бич, штат Калифорния. Он пропустил полтора месяца из-за травмы запястья в выпускном классе.

## Карьера в колледже
Джексон начал свою студенческую карьеру в колледже Центральной Флориды. Будучи студентом второго курса, он в среднем набирал 18,3 очков, 5,2 подбора и 3 передачи за игру. Джексон перевёлся в «Техас A&M», отклонив предложения от «Арканзаса», ЛСЮ, «Техаса» и «Уэст Вирджинии». Он в среднем набирал 8,8 очков и 2,9 подбора за игру, будучи студентом третьего курса. Будучи студентом последнего курса, Джексон в среднем набирал 10,4 очков, 2,4 подбора и 1,7 передачи за игру. После сезона он решил вернуться на дополнительный год, в котором набирал в среднем 14,8 очков, 3,5 подбора, 2,0 передачи и 1,8 перехвата за игру.

## Профессиональная карьера

### «Вашингтон Уизардс»/«Кэпитал-Сити Гоу-Гоу» (2022—2023)
После того, как Джексон не был выбран на драфте НБА 2022 года, 13 сентября 2022 года он подписал контракт с «Вашингтон Уизардс». 15 октября «Уизардс» отчислили его, и он впоследствии присоединился к «[Кэпитал-Сити Гоу-Гоу]]», фарм-клубу «Уизардс» из Джи-Лиги НБА.
10 февраля 2023 года Джексон подписал двусторонний контракт с «Уизардс». Однако 24 июля его контракт был расторгнут.

### «Винди-Сити Буллз» (2023—2024)
8 сентября 2023 года Джексон подписал контракт с «Чикаго Буллз», но 16 октября его контракт был расторгнут. 9 ноября он присоединился к «Винди-Сити Буллз».

### «Индиана Пэйсерс»/«Индиана Мэд Энтс» (2024—настоящее время)
4 марта 2024 года Джексон подписал двусторонний контракт с «Индиана Пэйсерс». 27 июля он подписал еще один двусторонний контракт с «Пэйсерс». Джексон впервые вышел в стартовом составе 21 ноября в проигрышной матче против «Хьюстон Рокетс» (113:130) и набрал рекордные в карьере 24 очка, реализовав 10 из 12 бросков.

## Статистика

### Статистика в НБА
| Сезон                                                                                    | Команда   | Регулярный сезон | Регулярный сезон | Регулярный сезон | Регулярный сезон | Регулярный сезон | Регулярный сезон | Регулярный сезон | Регулярный сезон | Регулярный сезон | Регулярный сезон | Регулярный сезон | Серия плей-офф | Серия плей-офф | Серия плей-офф | Серия плей-офф | Серия плей-офф | Серия плей-офф | Серия плей-офф | Серия плей-офф | Серия плей-офф | Серия плей-офф | Серия плей-офф |
| Сезон                                                                                    | Команда   | GP               | GS               | MPG              | FG%              | 3P%              | FT%              | RPG              | APG              | SPG              | BPG              | PPG              | GP             | GS             | MPG            | FG%            | 3P%            | FT%            | RPG            | APG            | SPG            | BPG            | PPG            |
| ---------------------------------------------------------------------------------------- | --------- | ---------------- | ---------------- | ---------------- | ---------------- | ---------------- | ---------------- | ---------------- | ---------------- | ---------------- | ---------------- | ---------------- | -------------- | -------------- | -------------- | -------------- | -------------- | -------------- | -------------- | -------------- | -------------- | -------------- | -------------- |
| 2022/23                                                                                  | Вашингтон | 9                | 0                | 15,0             | 45,2             | 8,3              | 77,3             | 0,9              | 1,7              | 0,4              | 0,1              | 6,2              | Не участвовал  | Не участвовал  | Не участвовал  | Не участвовал  | Не участвовал  | Не участвовал  | Не участвовал  | Не участвовал  | Не участвовал  | Не участвовал  | Не участвовал  |
| 2023/24                                                                                  | Индиана   | 3                | 0                | 3,5              | 0,0              | -                | 100,0            | 1,3              | 0,7              | 0,3'             | 0,0              | 0,7              | Не участвовал  | Не участвовал  | Не участвовал  | Не участвовал  | Не участвовал  | Не участвовал  | Не участвовал  | Не участвовал  | Не участвовал  | Не участвовал  | Не участвовал  |
|                                                                                          | Всего     | 12               | 0                | 12,1             | 44,2             | 8,3              | 79,2             | 1,0              | 1,4              | 0,4              | 0,1              | 4,8              | Не участвовал  | Не участвовал  | Не участвовал  | Не участвовал  | Не участвовал  | Не участвовал  | Не участвовал  | Не участвовал  | Не участвовал  | Не участвовал  | Не участвовал  |
| Наведите курсор мыши на аббревиатуры в заголовке таблицы, чтобы прочесть их расшифровку. |           |                  |                  |                  |                  |                  |                  |                  |                  |                  |                  |                  |                |                |                |                |                |                |                |                |                |                |                |